# 恩田経介
恩田 経介（おんだ きょうすけ、1888年4月10日 - 1972年4月18日）は、日本の植物学者。旧姓は小山。

## 略歴
長野県北佐久郡大井村（現・小諸市）に生まれる。小諸義塾に通い、島崎藤村から国語を学ぶ。1906年（明治39年）、恩田重信の養子となる。第一高等学校を経て1916年東京帝国大学理学部植物学科卒業、同大学院中途退学。在学中は三好学の指導を受けた。水産講習所（現・東京海洋大学）非常勤講師を経て、1923年（大正12年）明治薬学専門学校教授となり、第一高等学校講師を経て明治薬科大学の初代学長となる。牧野富太郎に師事し、木本植物を研究した。

## 主著
- 『面白い植物』